# Phaeoseptoria
Phaeoseptoria är ett släkte av svampar. Phaeoseptoria ingår i familjen Phaeosphaeriaceae, ordningen Pleosporales, klassen Dothideomycetes, divisionen sporsäcksvampar och riket svampar.
|               | Cicinobolus |
|               | |
|               | Stagonospora |
|               | |
|               | Hendersonia |
|               | |
|               | Eudarluca |
|               | |
|               | Sclerostagonospora |
|               | |
|               | Ampelomyces |
|               | |
|               | Wilmia |
|               | |
|               | Phaeosphaeria |
|               | |
|               | Carinispora |
|               | |
| Phaeoseptoria | \| \| Phaeoseptoria triticalina \| \| \| \| \| \| Phaeoseptoria papayae \| \| \| \| \| \| Phaeoseptoria airae \| \| \| \| \| \| Phaeoseptoria phalaridis \| \| \| \| \| \| Phaeoseptoria caricicola \| \| \| \| \| \| Phaeoseptoria eucalypti \| \| \| \| \| \| Phaeoseptoria musae \| \| \| \| |
|               | \| \| Phaeoseptoria triticalina \| \| \| \| \| \| Phaeoseptoria papayae \| \| \| \| \| \| Phaeoseptoria airae \| \| \| \| \| \| Phaeoseptoria phalaridis \| \| \| \| \| \| Phaeoseptoria caricicola \| \| \| \| \| \| Phaeoseptoria eucalypti \| \| \| \| \| \| Phaeoseptoria musae \| \| \| \| |
|               | Parabotryon |
|               | |
|               | Ophiosphaerella |
|               | |
|               | Sphaerellopsis |
|               | |
|               | Tiarospora |
|               | |
|               | Scolecosporiella |
|               | |
|               | Monascostroma |
|               | |
|               | Lautitia |
|               | |
|               | Mixtura |
|               | |
|               | Hadrospora |
|               | |
|               | Nodulosphaeria |
|               | |
|               | Barria |
|               | |
|               | Phaeosphaeriopsis |
|               | |
|               | Isthmosporella |
|               | |
|               | Katumotoa |
|               | |
|               | Phaeoseptoria triticalina |
|               | |
|               | Phaeoseptoria papayae |
|               | |
|               | Phaeoseptoria airae |
|               | |
|               | Phaeoseptoria phalaridis |
|               | |
|               | Phaeoseptoria caricicola |
|               | |
|               | Phaeoseptoria eucalypti |
|               | |
|               | Phaeoseptoria musae |
|               | |

|  | Phaeoseptoria triticalina |
|  |                           |
|  | Phaeoseptoria papayae     |
|  |                           |
|  | Phaeoseptoria airae       |
|  |                           |
|  | Phaeoseptoria phalaridis  |
|  |                           |
|  | Phaeoseptoria caricicola  |
|  |                           |
|  | Phaeoseptoria eucalypti   |
|  |                           |
|  | Phaeoseptoria musae       |
|  |                           |